# Козлов, Алексей Анатольевич
Алексе́й Анато́льевич Козло́в (род. 25 декабря 1986, Петрозаводск) — российский футболист, защитник. Участник чемпионата мира 2014 года.

## Клубная карьера

### Ранние годы
Воспитанник футбола Набережных Челнов, куда переехал с семьёй в раннем возрасте из Петрозаводска. Заниматься футболом начал в челнинской команде «Заря», где его тренером был Геннадий Кадыльский. В 9-м классе подписал свой первый контракт, когда отправился в нижнекамский «Нефтехимик». Играл за «Нефтехимик»-2 в 2002—2003 годах и за команду нефтеперерабатывающего завода (ННПЗ) в 2004 году в любительском первенстве России (зона «Приволжье»). В 16 лет переехал в Германию, где продолжил обучение в юношеской команде «Гамбурга».
С 2004 по 2006 годы выступал за команду «Бергедорф 85» из Бергедорфа в Оберлиге «Север». Затем, с июля по сентябрь 2006 года находился в составе команды «Любек», выступавшей в Региональной лиге «Север».

### «КАМАЗ»
Вернулся в Россию в 2007 году, где начал профессиональную карьеру, пополнив в августе ряды клуба Первого дивизиона «КАМАЗ». До этого играл на первенство города Набережные Челны за команду «Эстар» (по условиям ещё действующего немецкого контракта не имел права играть за профессиональный клуб). В сезоне-2007 сыграл за «КАМАЗ» 2 матча. В следующем году принял участие в 14 играх, забил 1 мяч, в первенстве и ещё 1 встречу сыграл в Кубке России. В том сезоне добился 3-го места в первом дивизионе.
В сезоне 2009 года закрепился в основном составе, провёл за «КАМАЗ» 31 матч и забив 1 гол в первенстве, и ещё 1 встречу сыграл в Кубке страны. Привлёк к себе внимание ряда клубов, в числе которых были московские «Спартак» и «Динамо», а также казанский «Рубин», к переходу в который был близок в августе 2009 года. После завершения первенства Козлов мог пополнить ряды самарских «Крыльев Советов», которые договорились с клубом о трансфере, однако следующий сезон начал снова в «КАМАЗе». Принял участие в 23 играх, в которых забил 1 мяч, в первенстве и 2 матча провёл в Кубке, после чего, в августе 2010 года, покинул клуб, перейдя в «Кубань», при этом в июле того года им снова интересовались «Крылья».

### «Кубань»
Контракт с «Кубанью» Козлов подписал на три года. Дебютировал за новый клуб 21 августа, выйдя в стартовом составе в домашнем матче 25-го тура первенства против «Химок», в той встрече получил рассечение. Всего в сезоне провёл за «Кубань» 13 игр и стал, вместе с командой, победителем Первого дивизиона России. 13 марта 2011 года дебютировал в премьер-лиге в домашнем матче 1-го тура чемпионата против «Рубина».

### «Динамо»
27 февраля 2014 года в последний день трансферного окна перешёл в московское «Динамо», где присоединился к тренеру Дану Петреску, с которым ранее работал в «Кубани». Дебютировал в стартовом составе 9 марта 2014 года в матче против ЦСКА (4:2).
В июне 2015 года выставлялся на трансфер, но остался в «Динамо».
Стал чемпионом первенства ФНЛ 2016/17 и вернулся с «Динамо» в РФПЛ. 24 июня 2019 года клуб объявил, что Козлов покинул команду. За пять лет в «Динамо» Козлов провёл 115 игр, в которых отличился семь раз.

### «Ростов»
3 июля 2019 года было объявлено о переходе Козлова в «Ростов».

### «Нижний Новогород»
9 июля 2021 года Козлов пополнил состав футбольного клуба «Нижний Новогород» на правах свободного агента. Летом 2022 года покинул клуб и завершил карьеру.

## Сборная России
В 2008 году привлекался к сборам молодёжной сборной России.
19 августа 2011 года был вызван в стан второй сборной России на матч c олимпийской сборной Беларуси.
24 мая 2013 года получил свой первый вызов в главную сборную России на матч квалификации ЧМ-2014 с Португалией.
Дебют за сборную состоялся 7 июня 2013 в отборочном матче к чемпионату мира 2014 года против сборной Португалии. Выйдя на 31-й минуте матча, он заменил Александра Анюкова.
Участник чемпионата мира 2014 года в Бразилии. Принял участие в матчах с Бельгией и Алжиром.

## Характеристика
По словам первого тренера Козлова, Геннадия Кадыльского, Козлов — современный универсальный футболист, умеющий подключаться к атакам и надёжно отрабатывающий в обороне, всегда отличавшийся своей мощью и желанием.

## Личная жизнь
Со 2 июля 2011 года женат на Яне Салаховой.

## Статистика

### Клубная
| Клуб             | Сезон            | Лига | Лига | Кубок | Кубок | Еврокубки | Еврокубки | Итого | Итого |
| Клуб             | Сезон            | Игры | Голы | Игры  | Голы  | Игры      | Голы      | Игры  | Голы  |
| ---------------- | ---------------- | ---- | ---- | ----- | ----- | --------- | --------- | ----- | ----- |
| КАМАЗ            | 2007             | 2    | 0    | 0     | 0     | —         | —         | 2     | 0     |
| КАМАЗ            | 2008             | 14   | 1    | 0     | 0     | —         | —         | 14    | 1     |
| КАМАЗ            | 2009             | 32   | 1    | 0     | 0     | —         | —         | 32    | 1     |
| КАМАЗ            | 2010             | 23   | 1    | 2     | 0     | —         | —         | 25    | 1     |
| КАМАЗ            | Итого            | 71   | 3    | 2     | 0     | —         | —         | 73    | 3     |
| Кубань           | 2010             | 13   | 0    | 0     | 0     | —         | —         | 13    | 0     |
| Кубань           | 2011/12          | 35   | 0    | 1     | 0     | —         | —         | 36    | 0     |
| Кубань           | 2012/13          | 25   | 0    | 1     | 0     | —         | —         | 26    | 0     |
| Кубань           | 2013/14          | 18   | 0    | 0     | 0     | 10        | 0         | 28    | 0     |
| Кубань           | Итого            | 91   | 0    | 2     | 0     | 10        | 0         | 103   | 0     |
| Динамо (Москва)  | 2013/14          | 6    | 0    | 0     | 0     | —         | —         | 6     | 0     |
| Динамо (Москва)  | 2014/15          | 12   | 0    | 0     | 0     | 7         | 1         | 19    | 1     |
| Динамо (Москва)  | 2015/16          | 22   | 4    | 2     | 0     | —         | —         | 24    | 4     |
| Динамо (Москва)  | 2016/17          | 16   | 0    | 1     | 0     | —         | —         | 17    | 0     |
| Динамо (Москва)  | 2017/18          | 25   | 1    | 0     | 0     | —         | —         | 25    | 1     |
| Динамо (Москва)  | 2018/19          | 23   | 1    | 1     | 0     | —         | —         | 24    | 1     |
| Динамо (Москва)  | Итого            | 104  | 6    | 4     | 0     | 7         | 1         | 115   | 7     |
| Ростов           | 2019/20          | 24   | 0    | 0     | 0     | —         | —         | 24    | 0     |
| Ростов           | 2020/21          | 24   | 1    | 1     | 0     | 1         | 0         | 26    | 1     |
| Ростов           | Итого            | 48   | 1    | 1     | 0     | 1         | 0         | 50    | 1     |
| Нижний Новгород  | 2021/22          | 8    | 3    | 0     | 0     | —         | —         | 8     | 3     |
| Нижний Новгород  | Итого            | 8    | 3    | 0     | 0     | 0         | 0         | 8     | 3     |
| Всего за карьеру | Всего за карьеру | 322  | 12   | 9     | 0     | 18        | 1         | 349   | 13    |

### В сборной
| Матчи и голы Козлова за сборную России | Матчи и голы Козлова за сборную России | Матчи и голы Козлова за сборную России | Матчи и голы Козлова за сборную России | Матчи и голы Козлова за сборную России | Матчи и голы Козлова за сборную России |
| -------------------------------------- | -------------------------------------- | -------------------------------------- | -------------------------------------- | -------------------------------------- | -------------------------------------- |
| №                                      | Дата                                   | Соперник                               | Счёт                                   | Голы                                   | Соревнование                           |
| 1                                      | 7 июня 2013                            | Португалия                             | 0:1                                    | -                                      | Отборочные матчи ЧМ-2014               |
| 2                                      | 6 сентября 2013                        | Люксембург                             | 4:1                                    | -                                      | Отборочные матчи ЧМ-2014               |
| 3                                      | 10 сентября 2013                       | Израиль                                | 3:1                                    | -                                      | Отборочные матчи ЧМ-2014               |
| 4                                      | 11 октября 2013                        | Люксембург                             | 4:0                                    | -                                      | Отборочные матчи ЧМ-2014               |
| 5                                      | 15 октября 2013                        | Азербайджан                            | 1:1                                    | -                                      | Отборочные матчи ЧМ-2014               |
| 6                                      | 15 ноября 2013                         | Сербия                                 | 1:1                                    | -                                      | Товарищеский матч                      |
| 7                                      | 19 ноября 2013                         | Республика Корея                       | 1:1                                    | -                                      | Товарищеский матч                      |
| 8                                      | 5 марта 2014                           | Армения                                | 2:0                                    | -                                      | Товарищеский матч                      |
| 9                                      | 26 мая 2014                            | Словакия                               | 1:0                                    | -                                      | Товарищеский матч                      |
| 10                                     | 31 мая 2014                            | Норвегия                               | 1:1                                    | -                                      | Товарищеский матч                      |
| 11                                     | 6 июня 2014                            | Марокко                                | 2:0                                    | -                                      | Товарищеский матч                      |
| 12                                     | 22 июня 2014                           | Бельгия                                | 0:1                                    | -                                      | Финальные матчи ЧМ-2014                |
| 13                                     | 27 июня 2014                           | Алжир                                  | 1:1                                    | -                                      | Финальные матчи ЧМ-2014                |
| 14                                     | 31 марта 2015                          | Казахстан                              | 0:0                                    | -                                      | Товарищеский матч                      |

Итого: 14 матчей / 0 голов; 7 побед, 5 ничьих, 2 поражения.

## Достижения

### Командные
«КАМАЗ»
- Бронзовый призёр Первого дивизиона России: 2008.

«Кубань»
- Победитель Первого дивизиона России: 2010.

«Динамо» (Москва)
- Победитель Первенства ФНЛ: 2016/17.

### Личные
- Включён в список 33 лучших футболистов чемпионата России: 2013/14 (№ 3)